# Намюр (окръг)
Вижте пояснителната страница за други значения на Намюр.
Намюр (на френски: Namur) е окръг в Южна Белгия, провинция Намюр. Площта му е 1165 km², а населението – 316 058 души (по приблизителна оценка от януари 2018 г.). Административен център е град Намюр.